# Thermopalia taraxaca
Thermopalia taraxaca är en nässeldjursart som beskrevs av Grace Odel Pugh 1983. Thermopalia taraxaca ingår i släktet Thermopalia och familjen Rhodaliidae. Inga underarter finns listade i Catalogue of Life.